# Негован Рајић
Негован Рајић (фр. Négovan Rajic; Београд, 24. јун 1923 — Троа Ривјер, 29. март 2021) био је српски драматург, радијски водитељ и писац кратких прича.

## Биографија
Негован Рајић рођен је у Београду, 24. јуна 1923. године.
Придружио се Народноослободилачком покрету 1944. године. Потом је почео да студира инжењерство на Универзитету у Београду. После боравка у затворима и концентрационим логорима у Аустрији, Италији и Немачкој, 1947. стигао је у Француску где је радио као водитељ радио програма.
Стигавши у Квебек 1969. године, постао је професор математике у месту Троа Ривјер.
Био је сарадник „Гласа канадских Срба” и члан Удружења књижевника Србије од 1988. године.

## Награде
- 1978 – Награда француског књижевног круга, за књигу „Људи кртице”
- 1980 – награда Ер Канада, Прича о псима
- 1984 – Награда „Слободан Јовановић” Удружења српских књижевника и уметника у избеглиштву, Репутација старог дотера
- 1988 – Књижевна награда града Троа-Ривијер, Седам ружа за пекара
- 2001 – Награда за књижевност Жералд-Годен, Ка другој обали. Збогом Београде
- 2005 – Награда Радоје Домановић, за књигу „Људи кртице”